# Куп победника купова у фудбалу 1990/91.
Куп победника купова 1990/1991. је било 31. издање клупског фудбалског такмичења које је организовала УЕФА.
Такмичење је трајало од 19. августа 1990. дo 15. маја 1991. године. Манчестер јунајтед је у финалу био успешнији од Барселоне и освојио први трофеј Купа победника купова. Финална утакмица одиграна је на стадиону Фејенорда у Ротердаму. Најбољи стрелац такмичења био је Роберто Бађо са 9 постигнутих голова.

## Резултати

### Прелиминарна рунда
| Меч | Клуб       | Држава   | укупан рез. | Држава   | Клуб          | 1. утак. | 2. утак. |
| --- | ---------- | -------- | ----------- | -------- | ------------- | -------- | -------- |
| 1   | Черноморец | Бугарска | 3:5         | Албанија | Динамо Тирана | 3:1      | 0:4      |

### Први круг
| Меч | Клуб               | Држава        | укупан рез.     | Држава       | Клуб            | 1. утак. | 2. утак.    |
| --- | ------------------ | ------------- | --------------- | ------------ | --------------- | -------- | ----------- |
| 1   | Неа Саламис        | Кипар         | 0:5             | Шкотска      | Абердин         | 0:2      | 0:3         |
| 2   | Легија Варшава     | Пољска        | 6:0             | Луксембург   | Свифт Есперанж  | 3:0      | 3:0         |
| 3   | Олимпијакос        | Грчка         | 5:1             | Албанија     | Фламуртари      | 3:1      | 2:0         |
| 4   | Кајзерслаутерн     | Немачка       | 1:2             | Италија      | Сампдорија      | 1:0      | 0:2         |
| 5   | Манчестер јунајтед | Енглеска      | 3:0             | Мађарска     | Печуј           | 2:0      | 1:0         |
| 6   | Рексем             | Велс          | 1:0             | Данска       | Лингби          | 0:0      | 1:0         |
| 7   | Монпеље            | Француска     | 1:0             | Холандија    | ПСВ             | 1:0      | 0:0         |
| 8   | Гленторан          | Северна Ирска | 1:6             | Румунија     | Стеауа Букурешт | 1:1      | 0:5         |
| 9   | КуПС               | Финска        | 2:6             | СССР         | Динамо Кијев    | 2:2      | 0:4         |
| 10  | Слијема вондерерси | Малта         | 1:4             | Чехословачка | Дукла Праг      | 1:2      | 0:2         |
| 11  | Фрам               | Исланд        | 4:1             | Шведска      | Јургорден       | 3:0      | 1:1         |
| 12  | Трабзонспор        | Турска        | 3:7             | Шпанија      | Барселона       | 1:0      | 2:7         |
| 13  | Викинг             | Норвешка      | 0:5             | Белгија      | Лијеж           | 0:2      | 0:3         |
| 14  | Естреља да Амадора | Португалија   | 2:2 4:3 ( пен.) | Швајцарска   | Ксамакс         | 1:1      | 1:1(п.с.н.) |
| 15  | Мекленбург Шверин  | Немачка       | 0:2             | Аустрија     | Аустрија Беч    | 0:2      | 0:0         |
| 16  | Сливен             | Бугарска      | 1:8             | Италија      | Јувентус        | 0:2      | 1:6         |

### Други круг
| Меч | Клуб               | Држава    | укупан рез. | Држава       | Клуб               | 1. утак. | 2. утак. |
| --- | ------------------ | --------- | ----------- | ------------ | ------------------ | -------- | -------- |
| 1   | Абердин            | Шкотска   | 0:1         | Пољска       | Легија Варшава     | 0:0      | 0:1      |
| 2   | Олимпијакос        | Грчка     | 1:4         | Италија      | Сампдорија         | 0:1      | 1:3      |
| 3   | Манчестер јунајтед | Енглеска  | 5:0         | Велс         | Рексем             | 3:0      | 2:0      |
| 4   | Монпеље            | Француска | 8:0         | Румунија     | Стеауа Букурешт    | 5:0      | 3:0      |
| 5   | Динамо Кијев       | СССР      | 3:2         | Чехословачка | Дукла Праг         | 1:0      | 2:2      |
| 6   | Фрам               | Исланд    | 1:5         | Шпанија      | Барселона          | 1:2      | 0:3      |
| 7   | Лијеж              | Белгија   | 2:1         | Португалија  | Естреља да Амадора | 2:0      | 0:1      |
| 8   | Аустрија Беч       | Аустрија  | 0:8         | Италија      | Јувентус           | 0:4      | 0:4      |

### Четвртфинале
| Меч | Клуб               | Држава   | укупан рез. | Држава    | Клуб       | 1. утак. | 2. утак. |
| --- | ------------------ | -------- | ----------- | --------- | ---------- | -------- | -------- |
| 1   | Легија Варшава     | Пољска   | 3:2         | Италија   | Сампдорија | 1:0      | 2:2      |
| 2   | Манчестер јунајтед | Енглеска | 3:1         | Француска | Монпеље    | 1:1      | 2:0      |
| 3   | Динамо Кијев       | СССР     | 3:4         | Шпанија   | Барселона  | 2:3      | 1:1      |
| 4   | Лијеж              | Белгија  | 1:6         | Италија   | Јувентус   | 1:3      | 0:3      |

### Полуфинале
| Меч | Клуб           | Држава  | укупан рез. | Држава   | Клуб               | 1. утак. | 2. утак. |
| --- | -------------- | ------- | ----------- | -------- | ------------------ | -------- | -------- |
| 1   | Барселона      | Шпанија | 3:2         | Италија  | Јувентус           | 3:1      | 0:1      |
| 2   | Легија Варшава | Пољска  | 2:4         | Енглеска | Манчестер јунајтед | 1:3      | 1:1      |

### Финале
| Меч | Клуб               | Држава   | укупан рез. | Држава  | Клуб      |
| --- | ------------------ | -------- | ----------- | ------- | --------- |
| 1   | Манчестер јунајтед | Енглеска | 2:1         | Шпанија | Барселона |

| Освајач Купа победника купова у фудбалу 1990/91. |
| ------------------------------------------------ |
| Манчестер јунајтед 1. Титула                     |